# رضا أباد (بابارشاني)
رضا أباد (بالفارسية: رضا آباد) هي قرية تقع في إيران في قسم بابارشاني الريفي. يقدر عدد سكانها بـ 65 نسمة .